# Margo superior scapulae

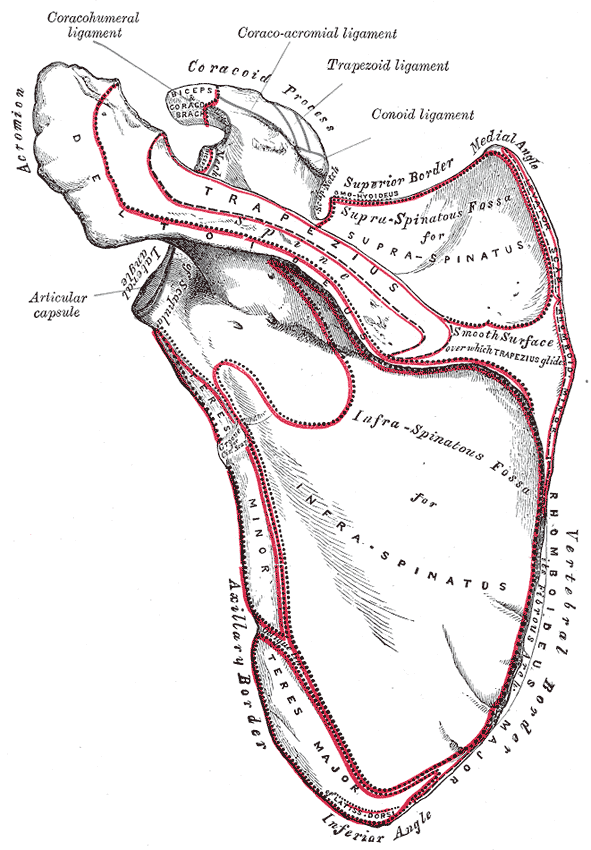
A lapocka dorsalis felszíne (fent középen látható a margo superior scapulae)

A margo superior scapulae a lapocka (scapulae) felső széle. A három közül ez a legrövidebb és a legvékonyabb. A angulus superior scapulae és a processus coracoideus alapja között található. Alakja konkáv, a lateralis része egy mélyedést képez ami az incisura scapulae lesz a processus coracoideus segítségével. Ezen szél közeli része a musculus omohyoideusnak biztosít tapadási helyet.